# Australische krokodil
De Australische krokodil (Crocodylus johnsoni) is een krokodilachtige uit de familie echte krokodillen (Crocodylidae) en de onderfamilie Crocodylinae.

## Naam en indeling
De Australische krokodil is het kleine neefje van de eveneens in Australië levende zeekrokodil. In Australië wordt hij ook wel freshie genoemd. De wetenschappelijke naam van de soort werd voor het eerst voorgesteld door Johann Ludwig Gerard Krefft in 1873. Later werd de wetenschappelijke naam Tomistoma kreffti gebruikt, maar deze naam is weer verworpen.
De soortaanduiding johnsoni is een eerbetoon aan Robert A. Johnstone maar werd oorspronkelijk Crocodylus johnsoni genoemd, dus zonder 't'. Later is de naam verbeterd naar johnstoni maar dit is weer teruggedraaid na problemen met de Internationale Code voor de Zoölogische Nomenclatuur. Een verkeerd gespelde naam kan volgens de regels weliswaar gecorrigeerd worden, maar omdat Krefft in zijn publicatie de naam johnsoni herhaaldelijk heeft gebruikt wordt deze niet beschouwd als spelfout. Hierdoor zijn in de literatuur nu beide namen in gebruik.

## Uiterlijke kenmerken
De mannelijke Australische krokodil wordt 2,5 tot 3,5 meter lang, er zit een ruim verschil tussen de mannetjes en de vrouwtjes, de vrouwtjes worden ongeveer twee meter lang. De snuit van de Australische krokodil is smaller en langer dan die van andere echte krokodillen. Het aantal tanden varieert van 68 tot 72: 5 rijen voortanden (premaxillair) en 14 tot 16 rijen tanden (maxillair) in de bovenkaak en 15 rijen kiezen (mandibulair) in de onderkaak.

## Verspreiding en habitat
De Australische krokodil is endemisch in Australië, de krokodil leeft in het noorden van Australië in de staten West-Australië, Queensland, en in het Noordelijk Territorium. In deze staten komt de krokodil echter alleen voor in de noordelijke streken. De habitat bestaat uit verschillende typen draslanden, zowel tijdelijke wateren als gebieden die tijdens het natte seizoen overstromen. De krokodil kan in brak water worden gevonden. De soort leeft vooral in kleine riviertjes, poelen en moerassen. Het verspreidingsgebied wordt gedeeld met de zeekrokodil, maar er wordt gejaagd op andere prooien, waardoor er weinig voedselconcurrentie is.

## Levenswijze
Australische krokodil is een van de weinige krokodilachtigen die ook op het land goed uit de voeten kunnen. De buik van een rennende krokodil komt los van de grond en het reptiel kan snelheden bereiken tot 18 kilometer per uur. Zijn voedsel bestaat voornamelijk uit kleine zoogdieren, vis, vleermuizen en kleine reptielen. Na 20 jaar is de krokodil volwassen en kan uiteindelijk een leeftijd van 50 jaar bereiken.
Over het algemeen laten Australische krokodillen mensen met rust, maar als ze zich bedreigd voelen kunnen ze overgaan tot de aanval. Grotere exemplaren die in recreatiegebieden leven worden daarom soms in natuurgebieden uitgezet.

## Beschermingsstatus
Door de internationale natuurbeschermingsorganisatie IUCN is de beschermingsstatus 'veilig' toegewezen (Least Concern of LC). Het aantal in het wild levende exemplaren wordt geschat op 10.000 tot 50.000.